# Писгат-Зеэв
Писга́т-Зеэ́в (ивр. פסגת זאב‎, дословно «Вершина (высота) Зеэ́ва») — жилой район на северо-востоке Иерусалима, один из окраинных и самых молодых районов города. Население на 2010 год — 42 000 человек. Писгат-Зеэв — один из самых больших городских районов в Государстве Израиль. Имеет в основном светский облик. Главные улицы — Моше Даян, Рахмилевич, Гершон.
Первые здания Писгат-Зеэва появились на холме (772 метра), который арабы называли «Рас-а-тавиль» (дословно — «холм росы»), и первоначально предполагалось назвать новый район «Писгат-Таль» (тоже «холм росы» на иврите), но в результате было принято название «Писгат-Зеэв» в честь лидера сионистов-ревизионистов Владимира (Зеева) Жаботинского.

## История и география
При строительстве района было сделано множество археологических находок, подтверждающих, что через место, где сейчас находится Писгат-Зеэв, в библейский период проходил путь из Иерусалима в Шхем и Галилею. Место нынешнего района Писгат-Зеэв как часть Самарии играло важную роль в производстве вина и оливкового масла, в том числе и для Иерусалимского Храма. Эта местность была также важна как место дождевого водосбора для удовлетворения потребностей евреев Иерусалима в воде с 1200 до 580 годы до н. э.

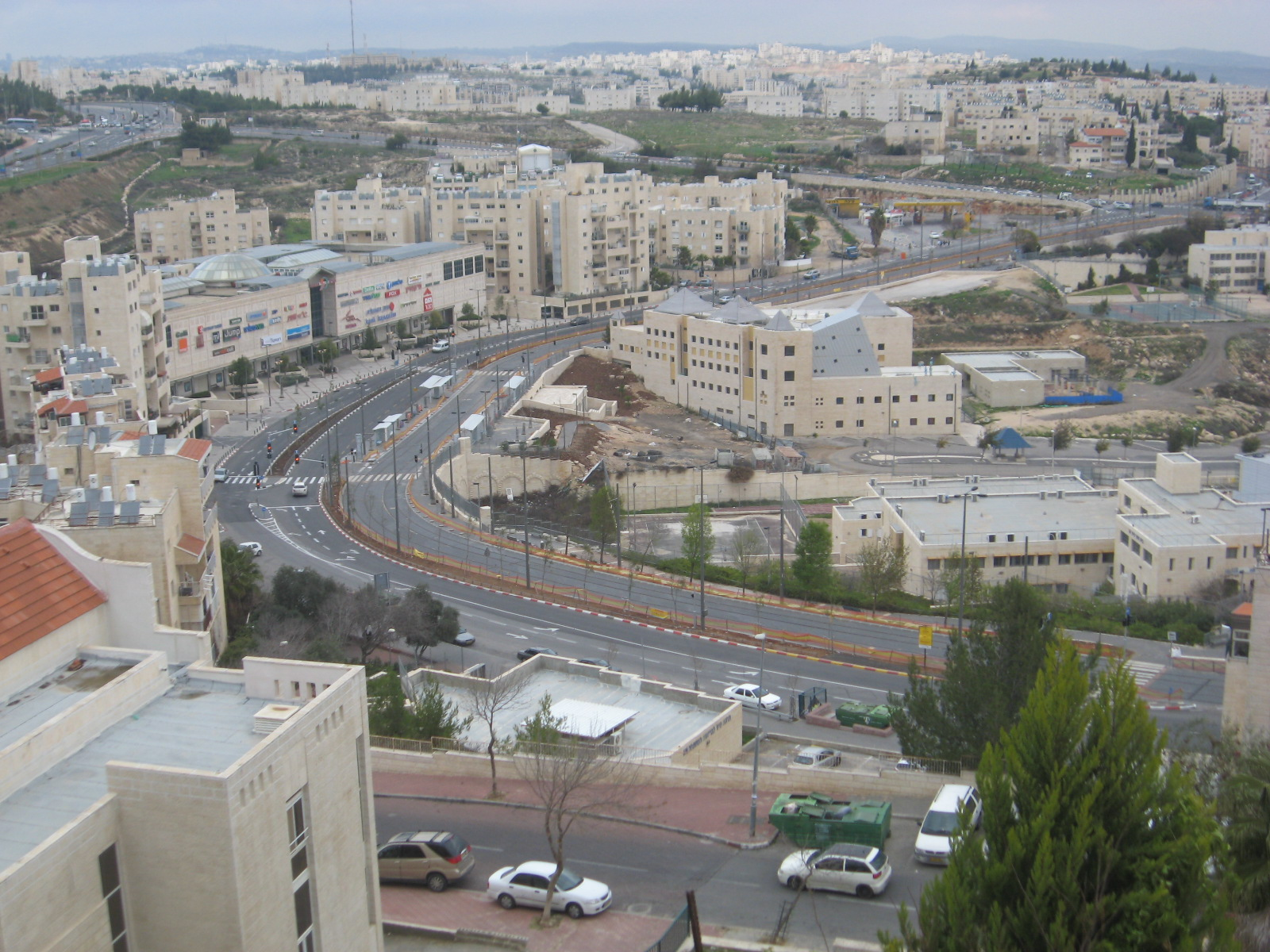
Вид на улицу Моше Даян и каньон «Писга»

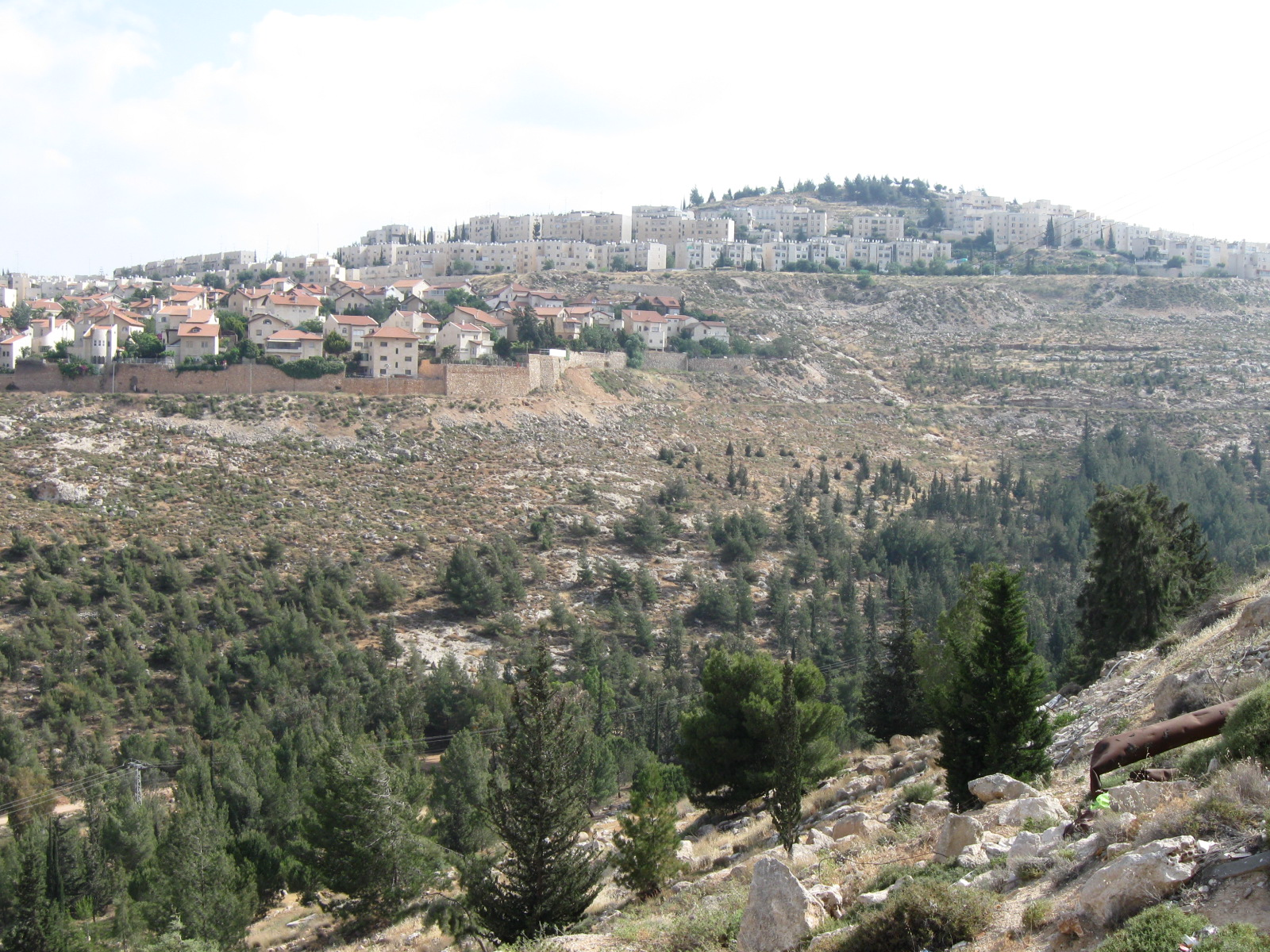
Роща «Лес Мира» в северном Писгат-Зеэве

В 1930-е годы группа европейских евреев приобретала земли в Эрец-Исраэль, но большинство из них погибло во время Катастрофы европейского еврейства. Эти люди планировали создать на этих землях новое поселение под названием Хавацелет Биньямин. Земля приобреталась, в том числе, и в районе арабской деревни Хизме. Покупателями были евреи из Латвии, Эстонии, Румынии и Бельгии. Именно на этом месте построен квартал Писгат-Зеэв.
Территория будущего района Писгат-Зеэв была включена в состав Иерусалима после Шестидневной войны 1967 года и аннексирована Государством Израиль сначала по «Декрету об аннексии Иерусалима» в 1967 году, а затем по «Закону об Иерусалиме» в 1980 году.
Писгат-Зеэв был основан в 1984 году для того, чтобы создать непрерывную линию еврейского присутствия вместе с иерусалимским районом Неве-Яаков, который был отрезан от других еврейских мест и окружен арабскими деревнями и сделать повторный раздел Иерусалима невозможным. Непосредственно рядом с Писгат-Зеэвом расположены: к югу — арабский район города Шуафат-Плитим (лагерь беженцев Шуафат), к западу — арабский район Бейт-Ханина, к востоку — деревни Хизме и Аната, и далее — Иудейская пустыня, а к северу — район Неве-Яаков.

## Административное деление
Из-за большого размера Писгат-Зеэв управляется как самостоятельный район внутри Иерусалима и делится на пять «подрайонов»:
- Центральный Писгат-Зеев (ивр. פסגת זאב מרכז‎ — Писгат-Зеэв мерказ), с которого в 1984 году началось заселение района. В нём расположено 2800 единиц жилья. Улицы названы в основном в честь подразделений ЦАХАЛа, воевавших в войнах Израиля. В археологическом парке Центрального Писгат-Зеэва установлен мемориал солдатам, павшим за освобождение страны.
- Восточный Писгат-Зеэв (ивр. פסגת זאב מזרח‎ — Писгат-Зеэв мизрах) заселён в 1990 году. Это самый большой из районов Писгат-Зеэва с 5500 единицами жилья. Его улицы названы в честь людей, оставивших заметный след в истории современного Израиля.
- Северный Писгат-Зеэв (ивр. פסגת זאב צפון‎ — Писгат-Зеэв цафон) начал строиться в 1990 году, и на 2010 год имеет 2100 единиц жилья. Улицы большей частью названы по знакам зодиака.
- Южный Писгат-Зеэв (ивр. פסגת זאב דרום‎ — Писгат-Зеэв даром) был основан в 1998 году.
- Западный Писгат-Зеэв (ивр. פסגת זאב מערב‎ — Писгат-Зеэв маарав) существует с 1988 года.

## Политика и демография
Несмотря на то, что с точки зрения израильского закона всё, что входит в муниципальные границы Иерусалима, является неотъемлемой частью Государства Израиль, большинство стран — членов ООН и бо́льшая часть международных организаций расценивают Писгат-Зеэв как нелегальное с точки зрения международного права израильское поселение на Западном берегу и как часть Восточного Иерусалима. При этом последнее утверждение неверно даже географически, так как Писгат-Зеэв лежит в северной части города, а к Восточному Иерусалиму его иногда причисляют только из-за того, что район был основан к востоку от «зелёной черты».
Около 40 % населения Писгат-Зеэва моложе 21 года. В районе расположены 58 детских садов, 9 начальных школ, 2 средних школы и 3 высших школы.
Весной 2004 года была построена «разделительная стена», чтобы отделить Писгат-Зеэв и другие районы Иерусалима от арабских районов Иудеи и Самарии. Одним из результатов этого стало возрастание числа арабов, которые в поисках лучших условий жизни переезжают в Писгат-Зеэв, имевший до этого более однородное еврейское население.

## Арабский террор
Еврейские жители Писгат-Зеэва неоднократно подвергались и подвергаются обстрелам, забрасываниям камнями и бутылками с зажигательной смесью, поджогам, нападениям, похищениям и убийствам. Большинство готовящихся терактов и нападений на евреев района своевременно пресекались, но полностью предотвратить террор не удавалось. 27 марта 2001 года на въезде в Писгат-Зеэв взорвался террорист-смертник — 20 раненых. 18 мая 2003 года террорист-самоубийца, переодетый в религиозного еврея, взорвал автобус № 6 в Писгат-Зеэве, было убито 7 человек, ранено около 20.
В ответ на нападения арабов появились случаи нападения еврейской молодёжи на арабов.

## Общественные учреждения
В Писгат-Зеэве расположены 10 школ, поликлиники, пожарные станции, 2 дома престарелых, 2 библиотеки. Из магазинов самый крупный — торговый центр (каньон) «Писга».
Есть много молодёжных организаций — «Работающая и учащаяся молодёжь», «Бней Акива», «Ариэль». «Эзра», «Цофим» (скауты).
У района есть свой сайт, выпускается районная газета «Коль ха-Писга»

## Религиозные учреждения
В Писгат-Зеэве функционируют 22 синагоги, иешивы и миквы для всех еврейских общин Израиля. Самые крупные синагоги: ашкеназская «Патей мизрах» (в восточном Писгат-Зеэве), сефардская «Охель Хана» и хабадская «Дом Хабада».

## Транспорт
Писгат-Зеэв связан с центром Иерусалима прямой автострадой — шоссе № 60 (многие путают её с шоссе № 1).
Из Писгат-Зеэва в центр города и в направлении к Тель-Авиву дорога проходит через район Ха-Гива ха-Царфатит. Старое шоссе было узким и извилистым, из-за чего в 1998 году был построен новый многополосный участок трассы № 60, включающий высокий мост.
Из района есть удобная дорога, выходящая на шоссе № 437 в обход Рамаллы, которая ведёт к поселениям
Гева-Биньямин (Адам), Кохав-Яаков, Бейт-Эль и Офра.
В западную часть Иерусалима из Писгат-Зеэва можно попасть по шоссе Бегина и недавно открытому шоссе № 9, которое быстро выходит к шоссе № 1.

### Иерусалимский трамвай
Первая в Израиле трамвайная линия начала действовать в 2011 году. Трамвай идет из Писгат-Зеэва на северо-восток (через Шуафат), затем на юг вдоль дороги № 60 к Старому городу, потом к Центральной автобусной станции Иерусалима, потом снова на юг, пересекает струнный мост в районе Бейт-ха-Керем, и заканчивается на горе Герцля — на окраине района Байт-ве-Ган.
В ответ на претензии ООП к маршруту трамвая, французский Апелляционный суд постановил, что Израиль при строительстве линии действовал законно.

## Природа и археология
Главные природные достопримечательности Писгат-Зеэва:
- Роща «Лес Мира» — расположена к северу от Писгат-Зеэва на границе с Иудейской пустыней. Этот лес посвящён памяти евреев гетто в местечке Мир, убитых нацистами в 1941—1942 годах во время Холокоста, и посажен на деньги родственников погибших — сестёр Инды Кравец и Розы Цвик.

Лес «Мир» — это 90 гектаров лесных насаждений. Эти места, представляющие собой крутые скальные голые склоны, крайне трудны для лесопосадки, потому что здесь фактически начинается уже иудейская пустыня с очень малым количеством осадков. Однако лес прижился, выжил, и сейчас представляет собой экологическую систему, сложившуюся за несколько десятков лет симбиоза между растительным и животным миром долины Аль-Хафи.
В лесу «Мир» есть уникальная коллекция австралийских растений — три вида акаций, казуарины, и около 20 видов эвкалиптов. В нём живут газели, лисы, дикобразы, черепахи, куропатки, множество шафанов и птиц.
В этом лесу также есть археологические достопримечательности — винодельни, погребальные пещеры, печи для обжига извести, каменоломни, хранилища для зерна времен Второго Храма. Лес курирует организация Керен Каемет ле-Исраэль (Еврейский национальный фонд).
Главные археологические достопримечательности Писгат-Зеэва:
- Гиват-Шауль (араб. Тель-эль-Фуль) — холм высотой 840 м к западу от Писгат-Зеэва, между ним и арабской деревней Бейт-Ханина — самая высокая точка этого района. Там обнаружено поселение 1200 г. до н. э., которое отождествляется с библейским городом Гива («Холм») (Гивон, Гиват-Биньямин) — одним из главных городов в наделе колена Биньямина, располагавшегося к северу от Иерусалима[41]. Здесь произошли события с наложницей из Гивы[42]. В эпоху Судей город был разрушен, позднее снова отстроен, а впоследствии стал первой столицей еврейского царства. Там был помазан на царство первый еврейский царь Шауль[43], город получил новое имя «Гиват Шауль» и оставался одним из главных городов в Иудейском царстве в течение нескольких столетий. Археологи считают, что найденные развалины являются остатками дворцовой крепости Шауля[44][45].
- Археологический парк в центре Писгат-Зеэва. Там находятся раскопки еврейской усадьбы времен Второго Храма, масло- и винодавильни, которыми продолжали пользоваться и в византийский период, миквы[46].
- Ха-Хар Ха-гавоах («Высокая гора») — находится в археологическом саду Писгат-Зеэва. Высота холма — 772 метра. Еврейское поселение на этом месте существовало уже во времена царя Давида, а в византийский период там был монастырь.
- Рас-Абу-Мааруф находится на входе в восточный Писгат-Зеэв. Там раскопаны миквы, колодец, давильня оливкового масла и винодельня.
- Хурват Kаакуль расположен к югу от восточного Писгат-Зеэва. Там найдены погребальные пещеры Хасмонейского периода, винодельня, миквы и колодцы. Это место также было заселено и в эпоху Царей Израиля.
- Мисрефот ха-клавим («собачий крематорий») содержит остатки сельскохозяйственного поселения конца периода Первого Храма.

Другие достопримечательности Писгат-Зеэва:
- Дворец короля Хусейна (недостроенный) — находится на вершине холма Гиват-Шауль. В 1965 году король Иордании Хусейн пожелал выстроить свой летний дворец на месте дворца первого еврейского царя, однако после поражения в Шестидневной войне Иордания в числе прочего потеряла и холм Тель-эль-Фуль, а строительство дворца было прекращено. Для закрепления победы Израиль построил рядом с этим местом большое водохранилище для обеспечения водой районов Писгат-Зеэв и Неве Яаков[46][47].